# Головнин, Михаил Юрьевич
Михаил Юрьевич Головнин (род. 5 января 1978 года) — российский экономист, член-корреспондент РАН (2016), директор Института экономики РАН (с 2021).

## Биография
Родился 5 января 1978 года.
Окончил бакалавриат (1998) и магистратуру (2000) экономического факультета МГУ. Обучался в аспирантуре ИМЭПИ РАН. В 2003 году под руководством акад. А. Д. Некипелова защитил кандидатскую диссертацию «Денежно-кредитная сфера в переходных экономиках: сопоставление опыта России и стран Центральной и Восточной Европы» (официальные оппоненты Б. М. Смитиенко и М. С. Любский).
5 апреля 2011 года защитил докторскую диссертацию «Денежно-кредитная политика России и стран Центральной и Восточной Европы в условиях глобализации» (официальные оппоненты О. В. Буторина, В. Н. Мельников, В. С. Паньков).
Работает в Институте экономики РАН, в 2015 году исполнял обязанности директора института (не был утверждён Президиумом РАН в качестве кандидата на выборах директора), в 2016—2021 — первый заместитель директора. 26 ноября 2021 был назначен на должность директора Института экономики.
28 октября 2016 года избран членом-корреспондентом РАН по Отделению общественных наук.

## Научная деятельность
Сфера научных интересов — денежно-кредитная политика, финансовая глобализация, экономическая интеграция.
Автор более 90 научных работ.
Профессор кафедры общей экономической теории в Московской школе экономики МГУ. Читает курсы «Мировая экономика» и «Экономическая политика» (раздел «Денежно-кредитная политика»).

### Научно-организационная деятельность
- заместитель председателя Исполнительного совета «Новой экономической ассоциации»;
- заместитель главного редактора Журнала Новой экономической ассоциации;
- член редакционной коллегии журналов «Евразийская экономическая интеграция», «Мир перемен»;
- член редакционного совета журнала «Вестник Института экономики Российской академии наук».
- руководитель постоянно действующего семинара по международным экономическим и политическим исследованиям для молодых ученых;
- заместитель сопредседателей Организационного комитета Второго Российского экономического конгресса (Суздаль, 18-22 февраля 2013 г.)

## Некоторые сочинения
- Развитие денежно-кредитной сферы в трансформационный период: Россия и страны Центральной и Восточной Европы. М.: Книжный дом «ЛИБРОКОМ», 2009;
- Взаимодействие финансовых систем стран СНГ. С-Пб.: Алетейя, 2010 (ответственный редактор и автор);
- Стратегия и тактика денежно-кредитной политики России и Украины и мировой экономический кризис. М.: Институт экономики РАН, 2010 (один из ответственных редакторов и автор);
- Денежно-кредитная политика России и Украины в условиях мировых финансовых потрясений. С-Пб.: Алетейя, 2011 (один из ответственных редакторов и автор);
- Интеграционные процессы и проекты России в «поясе соседства». М.: ИЭ РАН, 2013 (ответственный редактор и автор);
- Внешние шоки для экономики и денежно-кредитной системы России и Беларуси: последствия и пути преодоления. М.: ИЭ РАН, 2014 (один из ответственных редакторов и автор).

## Награды
- Победитель конкурса на соискание грантов Президента Российской Федерации для государственной поддержки молодых российских ученых-кандидатов наук и их научных руководителей (2006—2007 гг.)
- лауреат конкурса «Лучшие экономисты РАН» в 2004—2005 гг. и 2008 г.